# Härskarens teknik
Härskarens teknik är en EP av Markus Krunegård, utgiven 28 januari 2015.

## Låtlista
1. "Härskarens teknik" (4.24)
2. "Född långt från USA" (4.37)
3. "Go Johnny Go" (3.26)
4. "Om du är ensam är du inte ensam" (4.01)
5. "Sadomasomarkus" (1.40)